# Spiroctenus pardaliana
Spiroctenus pardaliana is een spinnensoort in de taxonomische indeling van de bruine klapdeurspinnen (Nemesiidae).
Spiroctenus pardaliana werd in 1903 beschreven door Simon.